# Riserva naturale della Palude di Casalbeltrame
La Riserva naturale della Palude di Casalbeltrame è un'area naturale protetta della regione Piemonte istituita nel 1984, tutelata dall'Ente di gestione delle aree protette del Ticino e del Lago Maggiore. È classificata come Riserva Naturale Regionale Integrale e Orientata.

## Territorio
È situata tra i comuni di Casalino, Casalbeltrame e Biandrate e tra i fiumi Ticino e Sesia.
Ha una superficie di circa 640 ettari, suddivisi in 10 per la palude vera e propria e 630 circa di territorio circostante, che è in parte adibito alla coltivazione del riso e in parte formato da aree boschive e brughiera.
La palude è costituita da un ampio specchio d'acqua, diviso in due zone distinte, su cui si affaccia un piccolo bosco ed è delimitata da una recinzione e da un'altra fascia alberata. Si è originata per la presenza di risorgive. Per ripristinare le sue condizioni ambientali originali sono stati effettuati interventi con tecniche di ingegneria naturalistica.

## Accesso
Si può raggiungere tramite l'autostrada A4 Milano-Torino con uscita Biandrate/Vicolungo e l'autostrada A26 Gravellona Toce uscita Vercelli Est. Dai comuni di Casalbeltrame e Biandrate si può seguire l'indicazione della cartellonistica.

## Flora
La riserva naturale di Casalbeltrame è caratterizzata da diversi habitat formati da ambienti naturali e aree coltivate.
La zona boschiva all'interno della riserva è costituita principalmente da salici, pioppi e farnie (Quercus robur) che circondano anche le rive della palude insieme al pioppo bianco (Populus alba), l’ontano nero (Alnus glutinosa), l’olmo, il salice cinerino (Salix cinerea) formando una fascia alberata.
Lungo le rive dello specchio d'acqua della palude crescono la tifa (Typha latifolia), la cannuccia di palude (Phragmites australis), la lisca maggiore, il giunchi e la salcerella.
Il giavone (Echinochloa crus-galli), il Cyperus difformis, il Schoenoplectus mucronatus e la mestolaccia comune (Alisma plantago acquatica) sono piante erbacee infestanti della coltura del riso (Oryza sativa), infatti si possono riscontrare nelle risaie che circondano la palude.
Sui canali irrigui si può osservare il giaggiolo acquatico o iris delle paludi (Iris pseudacorus) mentre nelle zone di acqua ferma si trova la lenticchia d’acqua (Lemna minor).

## Fauna

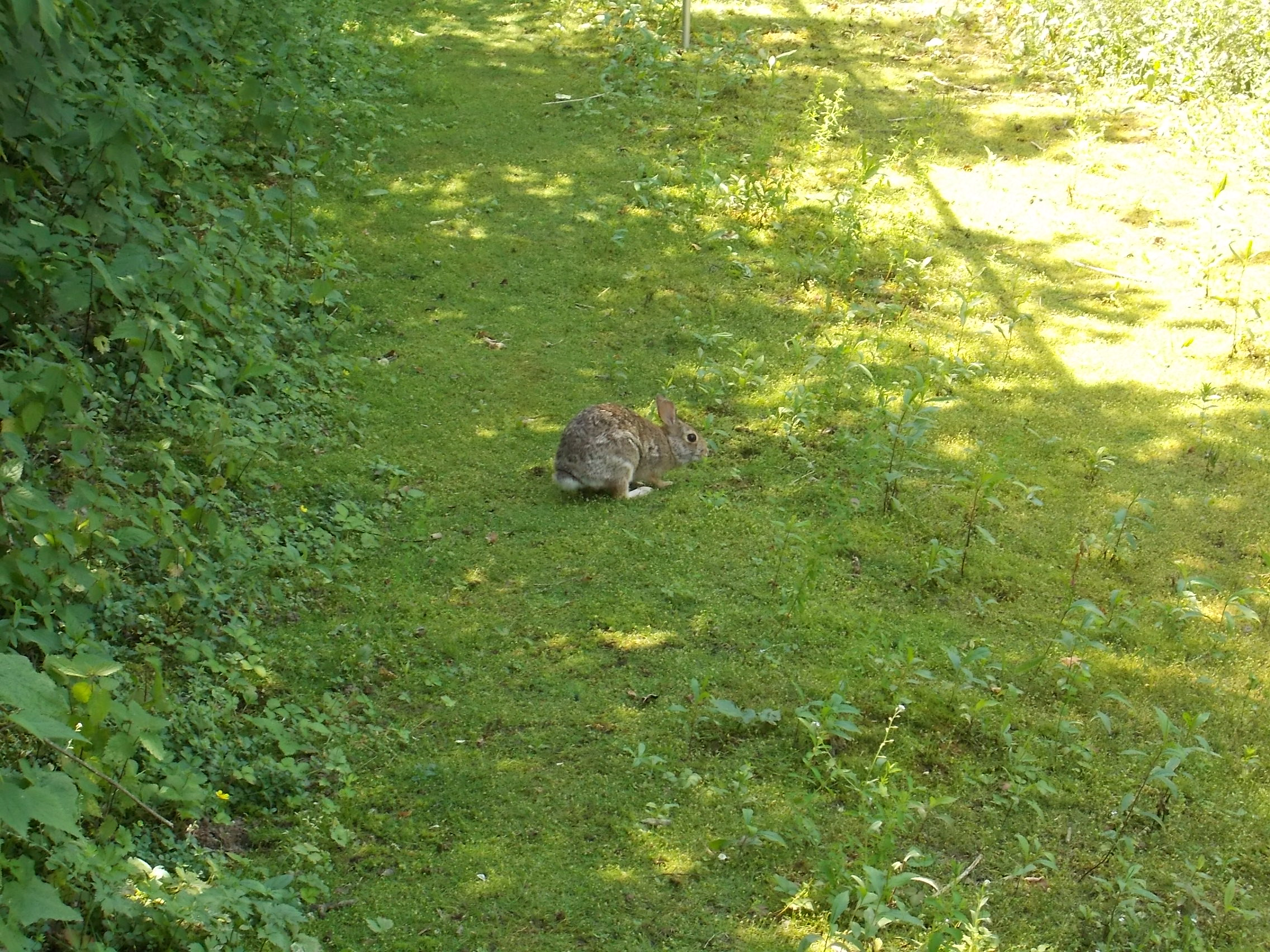
Minilepre

Nella riserva si possono osservare molte specie di uccelli, tra cui la famiglia degli ardeidi della quale fanno parte la garzetta dal ciuffo (Egretta garzetta), l'airone guardabuoi (Bubulcus ibis), il nitticore (Nycticorax nycticorax), l’airone bianco maggiore (Ardea alba) e in minor misura l’airone cenerino (Ardea cinerea), dato che predilige le risaie circostanti la palude.
Sono presenti in pochi esemplari l'airone rosso maggiore (Ardea purpurea), la spatola (Platalea leucorodia) e la Cicogna (Cicogna cicogna). 
Nei canneti che crescono lungo la riva della palude di Casalbeltrame è possibile vedere il tarabuso (Botaurus stellaris), un uccello dal carattere schivo e il tarabusino.
L'ibis sacro (Threskiornis aethiopicus) è il volatile presente maggiormente nella riserva considerando che vengono contati un centinaio di esemplari.
Si possono osservare due specie di anatidi, ossia il germano reale (Anas platyrhynchos) e l'alzavola (Anas crecca).
Altre specie presenti sono le gallinelle d’acqua (Gallinula chloropus), il tuffetto (Tachybaptus ruficollis), lo svasso maggiore (Podiceps cristatus), il cormorani (Phalacrocorax carbo), martin pescatore (Alcedo atthis) e il cavaliere d’Italia (Himantopus himantopus), specialmente durante il periodo riproduttivo.
La pavoncella (Vanellus vanellus) ha il suo habitat principalmente nelle risaie che circondano la palude. 
Tra i passeriformi si riscontra la presenza di svariate specie di cincia, il fringuello (Fringilla coelebs), il codibugnolo (Aegithalos caudatus),  la ballerina gialla (Motacilla cinerea) e lo scricciolo (Troglodytes troglodyte). Altri volatili che abitano la riserva sono la ghiandaia (Garrulus glandarius), la gazza (Pica pica), il colombaccio (Columba palumbus), il picchio rosso maggiore (Dendrocopos major), il picchio verde (Picus viridis) e il mignattino comune (Chlidonias niger). Infine è stata riscontrata la presenza di due specie di rapaci: il falco di palude (Circus aeruginosus) e il gheppio (Falco tinnunculus).
Nella riserva naturale è possibile trovare anche alcuni rettili, quali il biacco (Hierophis viridiflavus), la biscia d'acqua o dal collare (Natrix natrix) e ramarri (Lacerta viridis).
Tra gli anfibi si riscontrano la rana verde (Pelophylax esculentus), la raganella padana (Hyla perrini), il rospo comune (Bufo bufo) e il tritone crestato italiano (Triturus carnifex).
È possibile osservare anche la presenza della volpe comune (Vulpes vulpes), del silvilago o minilepre (Sylvilagus floridanus), del toporagno (Sorex araneus) e della nutria (Myocastor coypus).
C'è una grande varietà di insetti, ragni, libellule e zigotteri.